# 灰黑钟螺
灰黑钟螺，又名黑強齒螺，是一個海螺物種。舊屬棘冠螺科下的棘冠螺屬或原始腹足目钟螺科的真蹄螺属，今屬唇齿螺科的真蹄螺属。

## 型態特徵
螺殼大小從5 到21 mm不等，呈球狀錐形。
殼厚，螺層表面有粗糙的顆粒狀的螺肋，螺溝深，臍孔也深。
殼口的底唇彫刻明顯。螺表有黑色、褐色、桃灰色，可能是單色，又或其上有深色的棋盤狀（tessellated）斑點。
有5到6個螺层，各螺层膨胀凸出，有螺肋。殼口圓形。

## 分佈及棲息地
本物種在東亞分佈於新加坡、马来西亚、印度尼西亚、韩国、台湾的新北市、澎湖、蘭嶼、屏東縣大樹房、恆春半島及日本。另外，本物種亦有在印度洋的紅海及马斯克林群岛盆地發現。

## 外部連結
- 維基物種上的相關：黑強齒螺
- Hardy, Eddie. . Hardy's Internet Guide to Marine Gastropods. （原始内容存档于2020-06-28） （英语）.